# Klasztor Sióstr Miłosierdzia w Elgin
Klasztor Sióstr Miłosierdzia w Elgin (ang.: Greyfriars Sisters of Mercy Convent in Elgin, gael.: Cràbhaidh an Peathraichean Tròcair ann an Eilginn) – katolicki klasztor zakonu Sióstr Miłosierdzia (Sisters of Mercy) w Elgin (Moray, Szkocja). To jeden z niewielu klasztorów katolickich, otwartych w Szkocji po reformacji w 1560 r.

## Historia
Klasztor franciszkanów został ufundowany w 1479 r. na miejscu poprzedniego klasztoru franciszkanów przez  biskupa Johna Innesa z Innes. Zakon Braci Mniejszych Konwentualnych (zwanych Greyfriars) został sprowadzony przez króla Aleksandra II w XIII wieku i przeniósł się do Elgin w XV wieku. Klasztor był sekularyzowany w 1559 r. podczas reformacji.
W XVI wieku budynki byłego klasztory mieściły sąd i izbę handlową. Od 1648 r. zostały przebudowane na rezydencję rodziny King i pozostały nią przez 120 lat. W tym czasie kościół klasztorny był kościołem episkopalnym. Od 1818 r. rezydencja stała się własnością rodziny Stewart.
Siostry Miłosierdzia zakupiły w 1891 r. zrujnowane budynki klasztoru i kościoła, które odrestaurowano w latach 1896-1908 dzięki pomocy finansowej III markiza Bute i jego syna Columa Crichton-Stuarta, a projekt wykonał architekt John Kinross. W dniu 4 października 1898 r. w kościele klasztornym odprawiono pierwszą mszę katolicką od czasu reformacji. Siostry Miłosierdzia przy klasztorze prowadzą przedszkole i szkołę podstawową.